# 揚琴

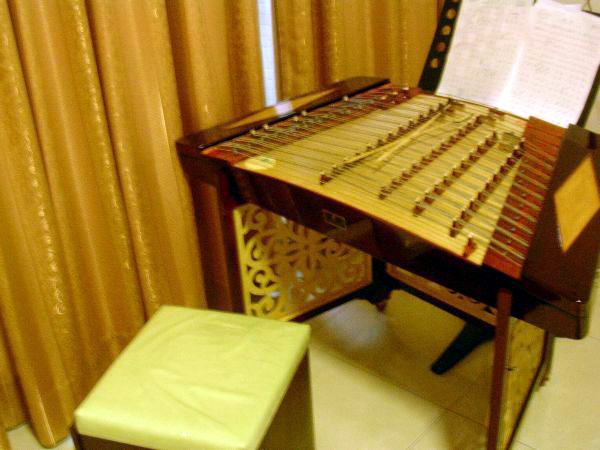
402型中國揚琴

揚琴是一種中国民族樂器，亦有洋琴、打琴、敲琴、扇面琴、蝙蝠琴、蝴蝶琴等稱呼（現代幾乎統一稱作「揚琴」），其兼具打擊樂器及弦樂器之特色，但在裡還是編制為「彈撥樂器」。

## 歷史流變

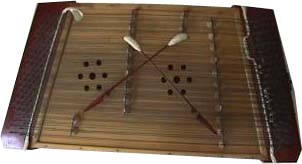
辛巴龍

揚琴源於中亞地區的「桑图尔」，後流傳到歐洲、北美洲及大洋洲等地，有「德西马」（Dulcimer）、「欽巴龍」、「哈克布列特」（Hackbrett）及「薩泰里」等多種變體。

### 中國揚琴
中國的揚琴起源尚未有定論，但普遍認同在明朝時經海路傳進中國的說法。而中國最早的揚琴記載出處，為清代李鍇所撰《含中集》。
- 廣東音樂揚琴：講究加花裝飾與潤飾發展，華麗活潑流暢，有冒頭、疊尾、雙持加倍音、贈音帶輪等特有竹法，多以「左竹法」處理的曲目。嚴老烈所編《旱天雷》、《倒垂簾》、《連環扣》、《到春來》、《歸來燕》等廣東揚洋琴曲多用「座音襯打法」。易其仁於1920年編著《粵曲洋琴譜》，其所創用的洋琴竹法符號為後人延用。丘鶴儔並提出"竹法十度"說。
- 江南絲竹揚琴：輕細小雅，有「揚琴一捧煙」說法，多用附點與短拍帶輪。
- 四川揚琴：講究演奏技法的特殊效果，較歡樂雄壯。
- 東北揚琴
- 潮州弦詩：少用輪奏法，奏法最為樸素，但頭板加花講究抑揚頓挫，各種催奏法講究緊密對比。潮州洋琴保存最原始型制，如銅絲絃、七平均律等。
- 山東琴書
- 維吾爾木卡姆
- 內蒙二人台

### 朝鮮揚琴
朝鮮半島的揚琴稱為「洋琴」（양금），在18世紀由中國人傳入朝鮮半島。

## 樂器構造

### 制式
- 小揚琴：兩橋式，長期用於說唱音樂的伴奏。

- 大揚琴：兩橋式十二平均律律呂式大洋琴，為兩橋間採半音調絃法，有高音、低音兩種，由鄭寶恒、張子銳、趙立葉、天津樂器廠合作，於1953年、1954年間共同製作。其後鄭寶恆、袁靜芳、蘆寶林合作研製第2代全律活馬大洋琴。

- 3橋變音揚琴：被號稱為「快速轉調洋琴」，於1959年由楊竟明製作，可以臨時以滾軸變半音轉調。

- 4橋變音洋琴：楊竟明於1961年在三橋變音揚琴的基礎上製作而成。

- 401：楊竟明以變音揚琴的基礎上製作的五橋變音洋琴。以「五‧二多碼並列式」、「分層滾軸板」、「轉調半音槽」解决音域、微調、轉調等問題。

- 402：21世纪常用款型

- 501：桂習禮、李江、周靖石於1984年據401揚琴研製而成，於高低音區加進半音調絃法，絃軸彷鋼琴用細螺紋以防止跑絃。

- 505：於501內加鋼棍牽柱及雙梆結構，以抵銷琴絃張力及結合洋琴架，加裝腳踏制音器後而成。

- 601：2004年由沈阳音乐学院刘寒力研制并设计音位，唐山贵军乐器有限公司潘贵军制作，这是基于501型扬琴为基础重新研制。音域为B1（大字一组）至f4（小字四组），横向二‧五式排列为主，音域宽广且演奏方便。代表曲目有《金翎思-满乡随想》、《骊山池影》、《竹潇琴梦》等。2005年在北京第八届世界扬琴大会正式亮相。

### 構造

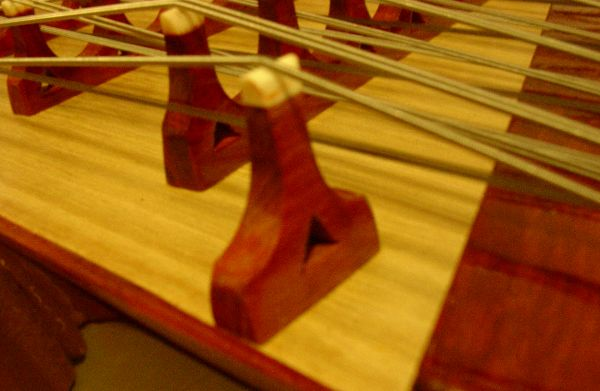
琴碼與弦

揚琴以擊弦發聲，音箱以木製成，呈扁平梯形，上有144條弦。

### 弦
現代揚琴有100多條金屬弦，通常由1至5條弦1組發1音，低音弦最粗，有效弦長最長，1至2弦1組；高音弦最細，有效弦長短，4至5弦1組。有效弦長為橋碼左則一段，弦由左右兩端蓋板下的螺絲栓著，須以工具調音。

### 橋碼
常用的「五排碼」揚琴由右至左稱為低音碼、左碼、中碼、右碼、半音碼。亦有3排和4排橋碼的揚琴。

### 琴竹
亦稱琴筧、竹鍵，以具彈性的竹製作，為擊弦工具，常用有单音琴竹、单音双面琴竹、双音琴竹等。竹身細長，手握一端扁平；擊弦一端為鎚狀，一面以橡皮或其他彈性材料包覆。

揚琴最初的擊弦工具是木製小槌，音色較琴竹清脆。

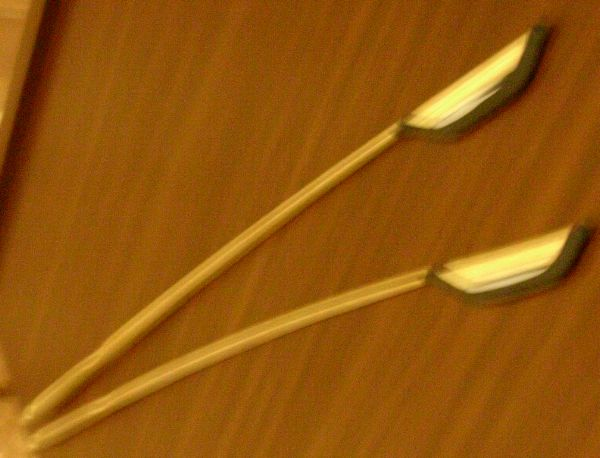
琴竹
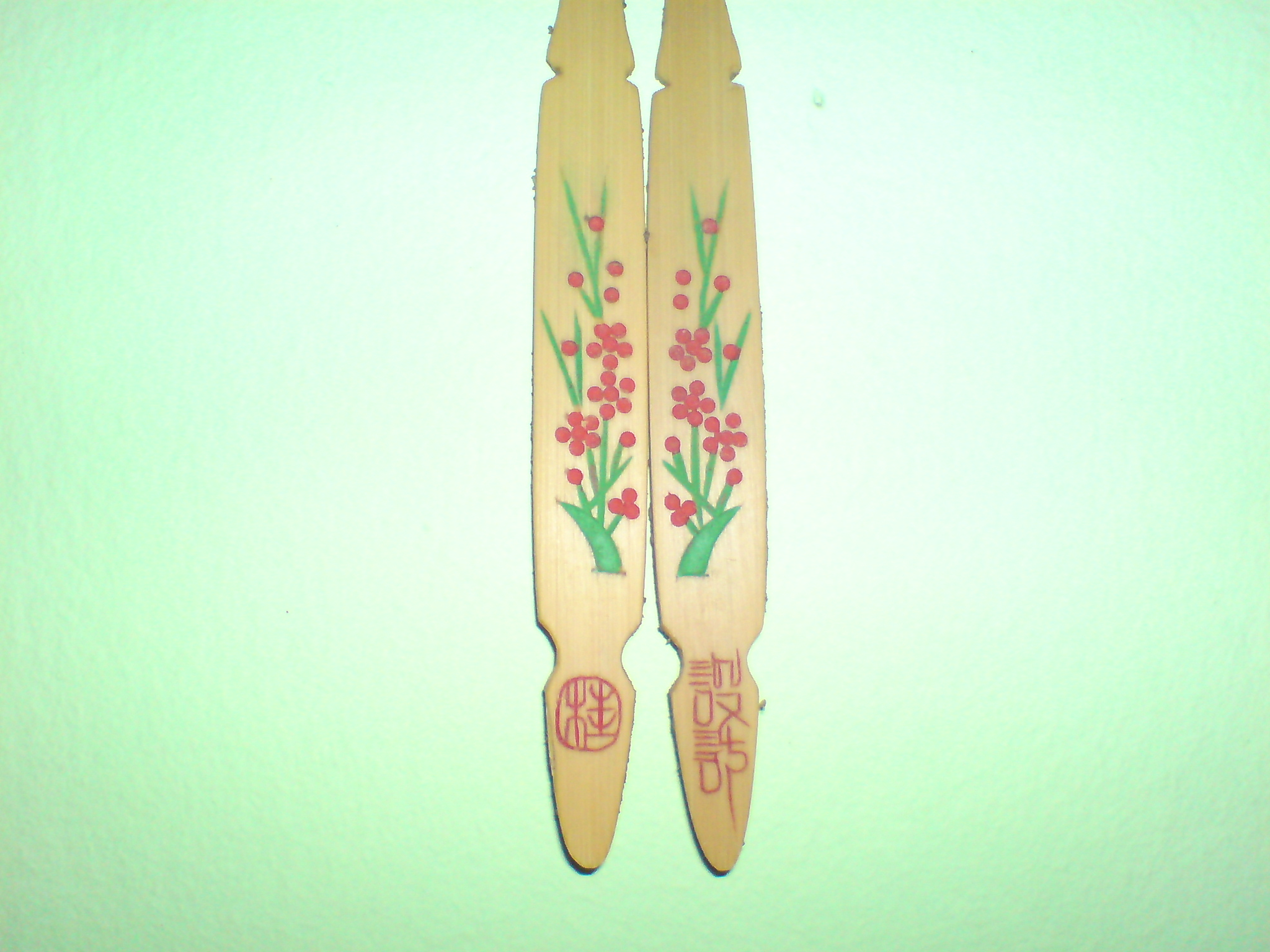
琴竹竹體，尖端用來撥弦，可發出清脆的音。
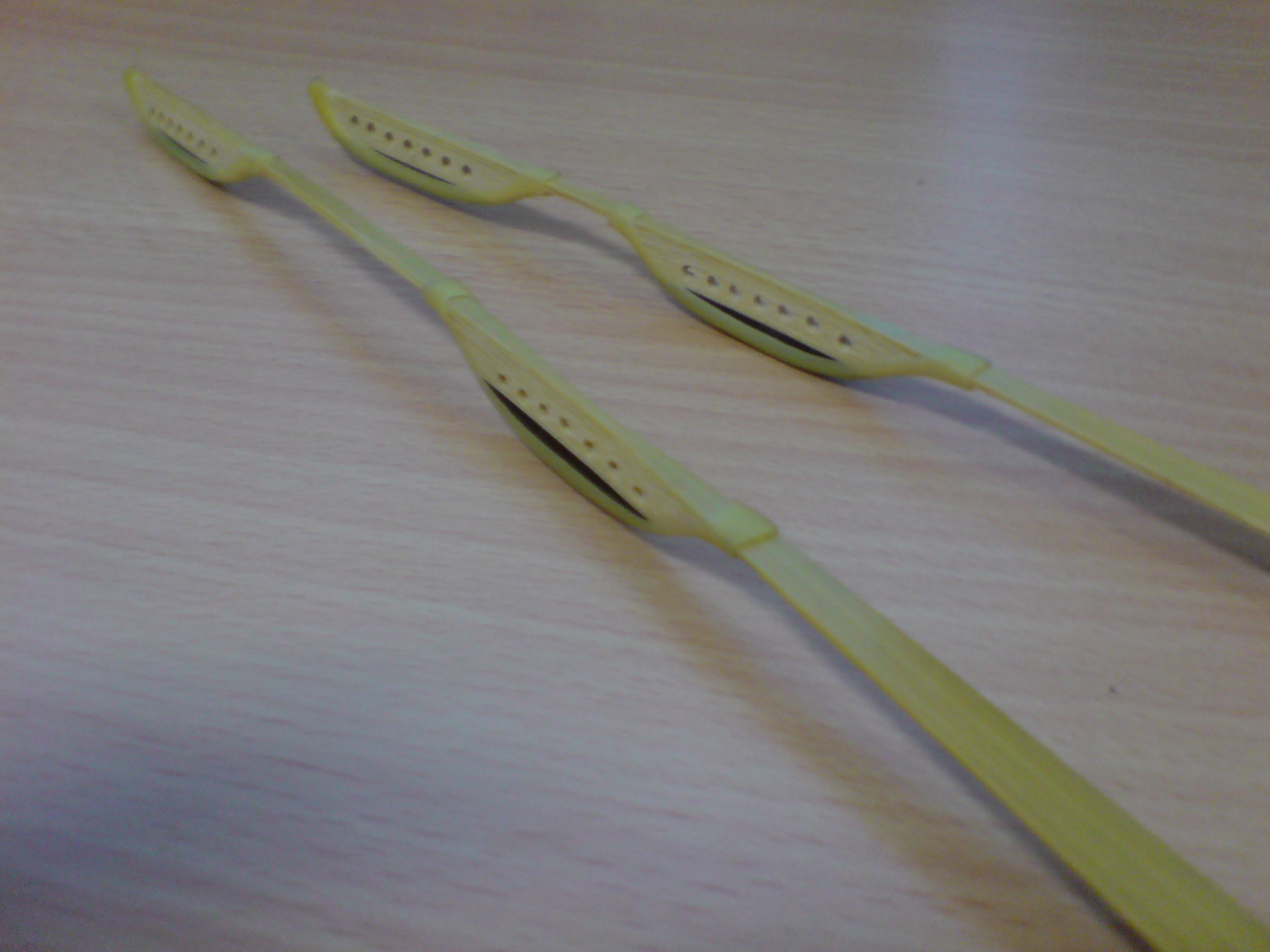
雙音琴竹，左竹為四度，右竹為三度。

### 滾珠及變音槽

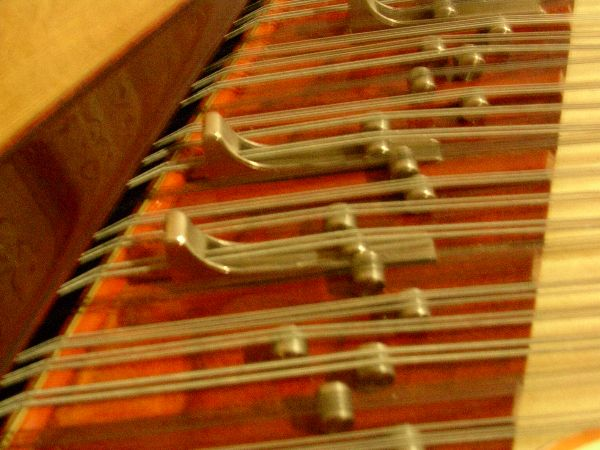
滾珠、變音槽

位於揚琴左右兩側，將弦抬高，以降低狼音，部分新式揚琴有「變音槽」，可以迅速移動滾珠，改變有效弦長以改變音高，可方便調音、轉調、奏臨時變化音。

## 演奏

### 奏法
以雙手持琴竹左右交替擊奏或齊擊一音以加強音量。以裸竹一面（即無橡皮琴皮包覆之面）擊弦為「反竹」，音色尖銳有如金屬互碰；以琴竹尾部「鈎奏」，奏出彈撥樂效果。揚琴餘音悠長，可以手指按弦消音。戴上「滑音指套」後可奏滑音。

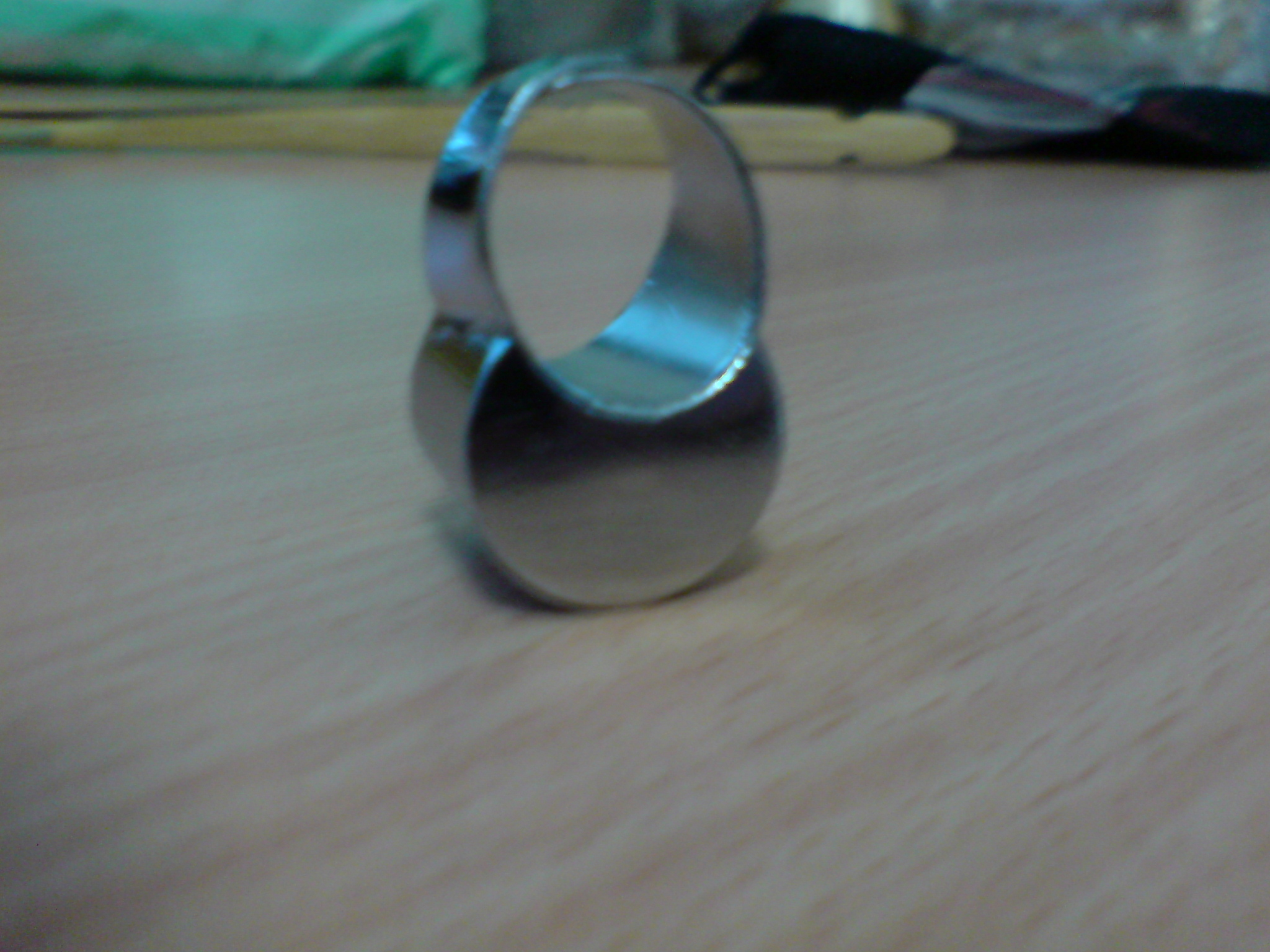
滑音指套

在民族樂團中，位於指揮前方第一排，常奏和音或琶音。亦為胡琴、笛等樂器獨奏曲重要的伴奏樂器。

### 音階

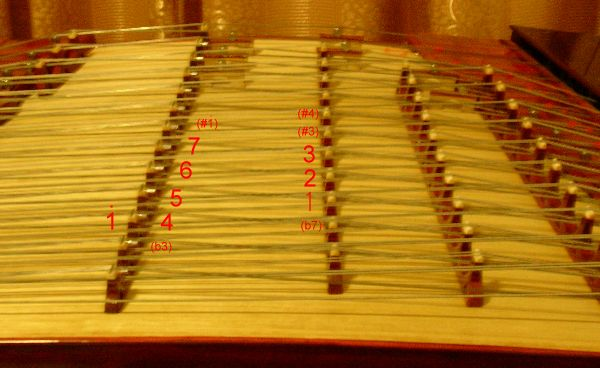
揚琴七聲音階（簡譜記譜）；
及半音碼、左碼、中碼、右碼、低音碼

原為五聲音階樂器，經增加橋碼後可奏半音音階。
各排由下而上為全音音階。

## 重要樂曲
以下曲目皆為中國揚琴之曲目。

### 1930年代
- 《汨羅江上》（古曲）1935年，王沂甫改編

### 1950年代
- 《春天》1959年，王沂甫

### 1960年代
- 《木蘭辭變奏曲》1962年，高龍
- 《紅河的春天》1962年，劉希聖、李航濤
- 《邊寨之歌揚琴協奏曲》1963年，張曉峰
- 《山茶花》，張曉峰
- 《歡樂的草原》，張曉峰

### 1970年代
- 《蝴蝶操》（二橋揚琴），1971年，蔡錫山
- 《豐收歌兒傳北京》，1972年，張學生編曲
- 《草原新曲》，1972年，谷成忠編曲
- 《雙手開出幸福泉》1973年，丁國舜
- 《牧野遙思》（二橋揚琴），1976年，魏麗瑩
- 《潘几尕木卡姆变奏曲》，1979年，維吾爾族舞曲，劉寒力編曲
- 《節日的天山》，姜文濤、曹玲作曲，郭敏清改編
- 《邊疆的春天揚琴協奏曲》，張學生

### 1980年代
- 《龍船》，1980年，張步蟾曲，張正秋傳譜，田克儉改編
- 《林沖夜奔》，1984年，項祖華
- 《潮鄉行》，1985年，瞿春泉作曲，瞿建青改編
- 《覓》（揚琴與鋼片琴、手鼓），1986年，楊青
- 《韻》，1988年，瞿春泉
- 《趣》，1988年，瞿春泉
- 《金翎思：滿鄉隨想》，1989年，劉寒力
- 《東北風主題隨想曲》，宿英
- 《沙州掠影揚琴協奏曲》，譚志斌、黃英森
- 《江山的春天揚琴協奏曲》，陳慶文

### 1990年代
- 《雅魯藏布江邊揚琴協奏曲》，1992年，瞿春泉
- 《春夜喜雨揚琴協奏曲》1993年，徐景新
- 《黃土情揚琴協奏曲》，1998年，黄河作曲，谢鹏、黄河編曲、配器
- 《四川將軍令》，1995年，四川琴書曲牌，項祖華整理，黃曉飛編曲、配器
- 《流轉》（雙揚琴與打擊樂），1997年，石佩玉

### 2000年代
- 《骊山池影揚琴協奏曲》，2002年，劉寒力
- 《鳳點頭揚琴協奏曲》，2003年，徐昌俊
- 《圈》，2004年，馮季勇
- 《落花‧夜》，2007年，王瑟
- 《四季：春》，2009年，王瑟、黃河
- 《雲端》，王瑟
- 《稻香情》，林心蘋
- 《纏》，林心蘋
- 《大武山藍》，林心蘋
- 《1949序曲》，林心蘋
- 《馬之三部曲》，鐘泉波
- 《花之戀》，鐘泉波
- 《我心中的那片田園》，鐘泉波
- 《背影》，鐘泉波
- 《狂想曲》，2011年，王丹紅
- 《樓蘭女》，鍾耀光
- 《聲聲慢》，楊青
- 《時光2012》，朴文琳
- 《旋趣》，2009年，王韻雅

### 2010年代
- 《蝶颺》，2013年，王韻雅
- 《漠舞》，2015，王瑟
- 《煙姿》，2017年，劉暢
- 《第一揚琴協奏曲-盤古》，2017年，張朝
- 《第二揚琴協奏曲-和》，2018，張朝

### 2020年代
- 《長尾山娘》，2020年，吳家榆
- 《年少》，2022年，謝惠如
- 《快樂小天使》，2023年，杜宛霖
- 《天行焰影》，2024年，陳傳禹

### 年代不明
- 《春到清江》，劉維康
- 《映山紅》，付庚辰作曲，桂習禮改編
- 《瑤山夜畫》，許學東
- 《土家族擺手舞曲》（揚琴二重奏），桂習禮、王直
- 《憶事曲揚琴協奏曲》，劉惠榮、周煜國
- 《海峽音詩揚琴協奏曲》，茅匡平、項祖華
- 《古道行揚琴協奏曲》，黃河
- 《漓江素描揚琴協奏曲》，陳大偉
- 《步宮廷》，劉艮,王之辉
- 《山趣》，梁欣
- 《竹林湧翠》，項祖華

### 引用
1. ↑  . Enciclopedia Web de Artes Escénicas de Asia.   [2017-05-28]. （原始内容存档于2016-08-11）.

## 外部連結
- 刘寒力扬琴作品选[永久]
- 發忠的揚琴世界